# Wanda Stęślicka
Wanda Stęślicka-Mydlarska (ur. 2 stycznia 1907 w Siemianowicach Śląskich, zm. 3 czerwca 2001 we Wrocławiu) – polska uczona, profesor nauk przyrodniczych, antropolog, autorka popularnonaukowych publikacji z tej dziedziny. Była żoną antropologa Jana Mydlarskiego.

## Życiorys
Przed wojną studiowała germanistykę i filologię klasyczną na Uniwersytecie Jagiellońskim w Krakowie i w 1929 roku ukończyła studia z tytułem magistra filozofii. W latach 1929–1939 pracowała jako nauczycielka w gimnazjum. W czasie wojny brała udział w tajnym nauczaniu w zakresie studiów antropologicznych pod kierunkiem Jana Mydlarskiego - swojego późniejszego męża. 
Po wojnie rozpoczęła pracę, jako asystentka w Zakładzie Antropologii na Uniwersytecie M. Curie-Skłodowskiej w Lublinie. Po uzupełnieniu studiów przyrodniczych, uzyskała w 1946 roku, magisterium z antropologii. W 1947 roku uzyskała tytuł doktora na podstawie pracy Stanowisko systematyczne człowieka z Ngandong (pisanej pod kierunkiem Jana Mydlarskiego). W tym też roku objęła stanowisko adiunkta. W 1948 roku poślubiła Jana Mydlarskiego. W 1949 roku wraz z mężem przeniosła się na Uniwersytet Wrocławski do istniejącej wówczas Katedry Antropologii. W latach 1945–1948 była członkiem PPR, a od 1948 roku należała do PZPR.
W 1954 roku została mianowana docentem i na tym stanowisku pozostawała do 1960 roku, kiedy to uchwałą Rady Państwa nadano jej tytuł profesora nadzwyczajnego, a w 1968 roku została profesorem zwyczajnym. W latach 1954–57 Stęślicka była prodziekanem Wydziału Nauk Przyrodniczych Uniwersytetu Wrocławskiego. Od roku 1962 była kierownikiem Katedry i Zakładu Antropologii Uniwersytetu Mikołaja Kopernika w Toruniu. W 1971 roku powróciła do Wrocławia, gdzie kierowała Zakładem Antropologii do 1975 roku. W 1977 roku przeszła na emeryturę.
Była członkiem wielu towarzystw naukowych i autorką licznych prac i artykułów naukowych, publikowanych również za granicą, książek, artykułów i broszur popularnonaukowych. Jej główne zainteresowania skupiają się wokół zagadnień anatomii porównawczej, zoologii naczelnych, antropogenezy, ewolucjonizmu oraz zastosowania antropologii w wychowaniu fizycznym.
W czasach PRL była odznaczona m.in.: Krzyżem Kawalerskim Orderu Odrodzenia Polski, Złotym Krzyżem Zasługi, Medalem 10-lecia Polski Ludowej, Medalem 30-lecia Polski Ludowej i Medalem Komisji Edukacji Narodowej.
Pochowana na Cmentarzu św. Wawrzyńca we Wrocławiu.

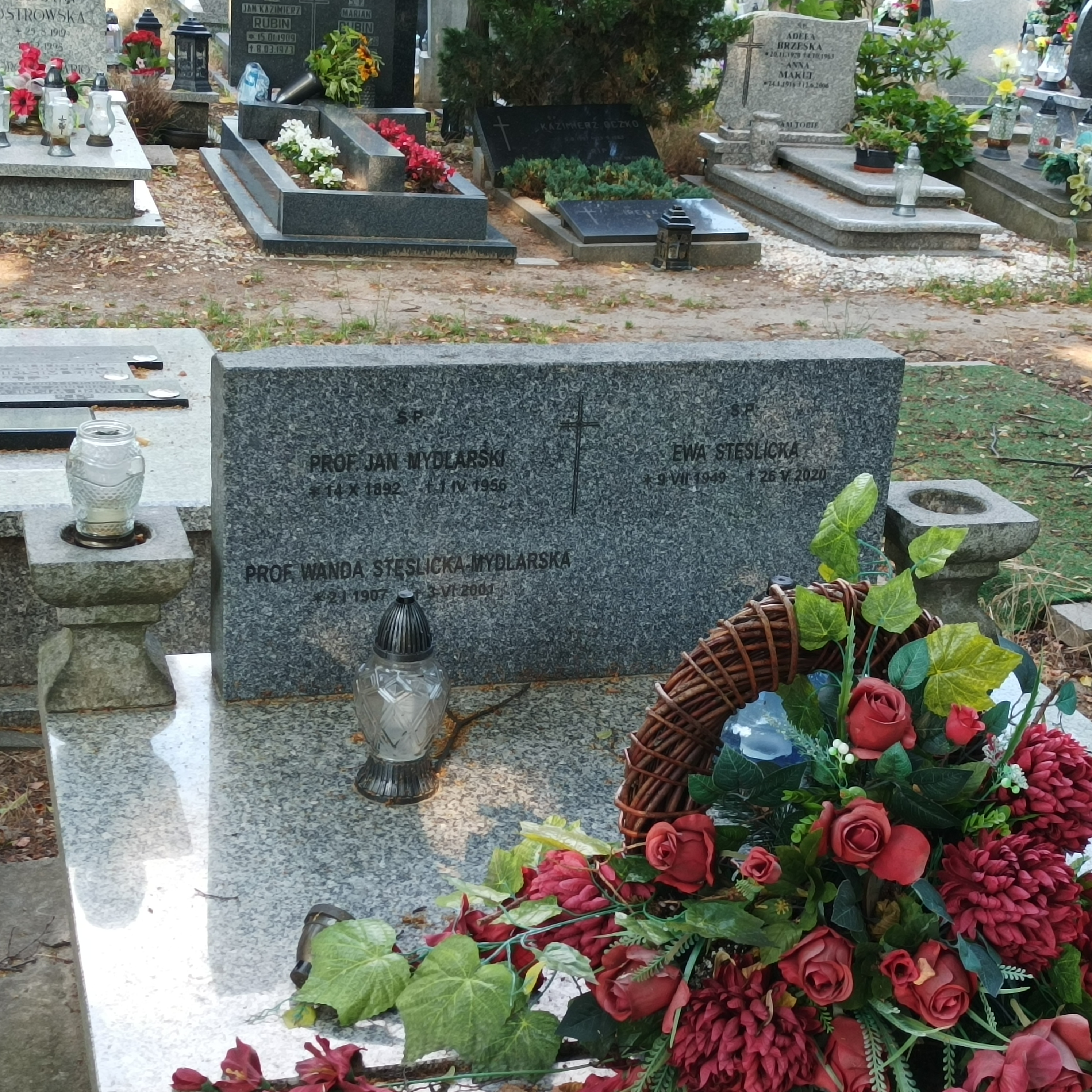
Grób prof. Jana Mydlarskiego i Wandy Stęślickiej na cmentarzu św. Wawrzyńca we Wrocławiu

## Publikacje
- Człowiek wśród małp
- Człowiek z Neandertalu
- Jak wydarto ziemi tajemnice naszych przodków
- Kalejdoskop antropologiczny
- Małpiatki, najdawniejsze krewniaczki człowieka
- Małpoludy
- O chiromysie madagaskarskim i o tarsjuszu upiorze
- O pochodzeniu człowieka (Wiedza Powszechna, 1954)
- Powstanie odmian ludzkich (Państwowe Zakłady Wydawnictw Szkolnych, 1963)
- Rodowód człowieka
- Rodowód człowieka uzupełniony (tom 4 serii wydawniczej Omega, Warszawa 1964)
- Rozmowy o dziejach świata zwierząt (Wiedza Powszechna, 1954)
- Spotkania z prapradziadkiem